# 澎湖縣議會第六屆議員列表
第六屆澎湖縣議員列表，名列澎湖縣議會的第六屆議員名單，任期1964年到1968年。

## 政黨席次
| 政黨       | 當選席次 | 備注 |
| ---------- | -------- | ---- |
| 中國國民黨 | ??席     |      |
| 無黨籍     | ??席     |      |

## 選區
| 選區 | 政黨     | 姓名   | 備註   | 叮嚀                                         |
| ---- | -------- | ------ | ------ | -------------------------------------------- |
| ??   |          | 尹楚琳 |        | 等 待 有 緣 人 幫 忙 分 選 區 和 分 政 黨 。 |
| ??   | 王昌定   |        |        | 等 待 有 緣 人 幫 忙 分 選 區 和 分 政 黨 。 |
| ??   | 吳文義   |        |        | 等 待 有 緣 人 幫 忙 分 選 區 和 分 政 黨 。 |
| ??   | 呂媽帝   |        |        | 等 待 有 緣 人 幫 忙 分 選 區 和 分 政 黨 。 |
| ??   | 林長禮   |        |        | 等 待 有 緣 人 幫 忙 分 選 區 和 分 政 黨 。 |
| ??   | 林聯登   |        |        | 等 待 有 緣 人 幫 忙 分 選 區 和 分 政 黨 。 |
| ??   | 高龍雄   |        |        | 等 待 有 緣 人 幫 忙 分 選 區 和 分 政 黨 。 |
| ??   | 許呂淑女 |        |        | 等 待 有 緣 人 幫 忙 分 選 區 和 分 政 黨 。 |
| ??   | 許素葉   |        |        | 等 待 有 緣 人 幫 忙 分 選 區 和 分 政 黨 。 |
| ??   | 許等爵   |        |        | 等 待 有 緣 人 幫 忙 分 選 區 和 分 政 黨 。 |
| ??   | 陳伊鋒   |        |        | 等 待 有 緣 人 幫 忙 分 選 區 和 分 政 黨 。 |
| ??   | 陳換良   |        |        | 等 待 有 緣 人 幫 忙 分 選 區 和 分 政 黨 。 |
| ??   | 葉開佛   |        |        | 等 待 有 緣 人 幫 忙 分 選 區 和 分 政 黨 。 |
| ??   |          | 蔡團圓 | 副議長 | 等 待 有 緣 人 幫 忙 分 選 區 和 分 政 黨 。 |
| ??   | 蔡福田   |        |        | 等 待 有 緣 人 幫 忙 分 選 區 和 分 政 黨 。 |
| ??   | 鄭春滿   |        |        | 等 待 有 緣 人 幫 忙 分 選 區 和 分 政 黨 。 |
| ??   |          | 藍丁貴 | 議長   | 等 待 有 緣 人 幫 忙 分 選 區 和 分 政 黨 。 |
| ??   | 藍添福   |        |        | 等 待 有 緣 人 幫 忙 分 選 區 和 分 政 黨 。 |
| ??   | 顏順衷   |        |        | 等 待 有 緣 人 幫 忙 分 選 區 和 分 政 黨 。 |

## 外部連結
- 中華民國行政院中央選舉委員會 （页面存档备份，存于）
- 中央選舉委員會 - 選舉資料庫
- 澎湖縣議會全球資訊 （页面存档备份，存于）